# موريتس شميتز
موريتس شميتز (بالهولندية: Maurits Schmitz) (31 مارس 1993 بنيواخاين في هولندا - ) هو لاعب كرة قدم هولندي في مركز حراسة المرمى. شارك مع منتخب هولندا تحت 17 سنة لكرة القدم. أما مع النوادي، فقد لعب مع أياكس أمستردام وغو أهد إيغلز وشباب أياكس وAFC Ajax (amateurs) ‏.

## روابط خارجية
- موريتس شميتز على موقع قاعدة بيانات كرة القدم.إي يو (الإنجليزية)
- موريتس شميتز على موقع Soccerway.com (الإنجليزية)